# NHKラジオ第1番組一覧
NHKラジオ第1放送番組一覧（エヌエイチケイラジオだいいちほうそうばんぐみいちらん）はNHKラジオ第1で放送されている、もしくは過去に放送された番組の一覧である。
ラジオ第2の番組はNHKラジオ第2放送#番組一覧を、FM放送の番組は、NHK FM番組一覧も参照のこと。

## 放送中
※2025年4月（前期）改編の基本番組表
放送時間：通常は午前5時を起点とした24時間放送。ただし、主に第2月曜日深夜（火曜未明）、並びに秋季（9月 - 10月）、春季（2月 - 3月）の特定期間を含む各放送局が必要と定めた場合、原則として午前1時から5時までは放送機材メンテナンスのため、放送休止、または予備送信機を利用した減力放送のどちらかが地域によって生じる場合がある。休止対象地域については、各放送局（広域放送の中京圏・関西地方についてはそれぞれNHK名古屋放送局・NHK大阪放送局、北海道はNHK札幌放送局）のウェブサイトに掲載されている。休止時は君が代（日本国国歌）の演奏が放送されている（ただし親局が放送され、中継局のみが休止であるか、減力放送の場合省略される場合がある）。また緊急有事に対応するためやむを得ない事情がある時を除き、ラジオ第1とFMを同時に停波することはなく、どちらか一方は放送を行うようにしている。
備考：太字はNHK-FM放送と同時放送。◇印はNHKワールド・ラジオ日本でも放送。
祝日、年末年始は特別編成を組んでいる。国会中継やスポーツ中継(オリンピック中継、大相撲、プロ野球、高校野球他)等が放送される場合は通常番組が休止及び短縮、または時間変更される。

### 平日
| 時                                                                  | 月曜日                                                                           | 火曜日 | 水曜日                                                                     | 木曜日                                                                     | 金曜日                                                                            |
| 5                                                                   | 5:00 マイあさ!◇ ▽6:30 ラジオ体操◇ ▽7:00 NHKけさのニュース◇ ▽7:58 朝の音楽◇       | 5:00 マイあさ!◇ ▽6:30 ラジオ体操◇ ▽7:00 NHKけさのニュース◇ ▽7:58 朝の音楽◇                                              | 5:00 マイあさ!◇ ▽6:30 ラジオ体操◇ ▽7:00 NHKけさのニュース◇ ▽7:58 朝の音楽◇ | 5:00 マイあさ!◇ ▽6:30 ラジオ体操◇ ▽7:00 NHKけさのニュース◇ ▽7:58 朝の音楽◇ | 5:00 マイあさ!◇ ▽6:30 ラジオ体操◇ ▽7:00 NHKけさのニュース◇ ▽7:58 朝の音楽◇        |
| 6                                                                   | 5:00 マイあさ!◇ ▽6:30 ラジオ体操◇ ▽7:00 NHKけさのニュース◇ ▽7:58 朝の音楽◇       | 5:00 マイあさ!◇ ▽6:30 ラジオ体操◇ ▽7:00 NHKけさのニュース◇ ▽7:58 朝の音楽◇                                              | 5:00 マイあさ!◇ ▽6:30 ラジオ体操◇ ▽7:00 NHKけさのニュース◇ ▽7:58 朝の音楽◇ | 5:00 マイあさ!◇ ▽6:30 ラジオ体操◇ ▽7:00 NHKけさのニュース◇ ▽7:58 朝の音楽◇ | 5:00 マイあさ!◇ ▽6:30 ラジオ体操◇ ▽7:00 NHKけさのニュース◇ ▽7:58 朝の音楽◇        |
| 7                                                                   | 5:00 マイあさ!◇ ▽6:30 ラジオ体操◇ ▽7:00 NHKけさのニュース◇ ▽7:58 朝の音楽◇       | 5:00 マイあさ!◇ ▽6:30 ラジオ体操◇ ▽7:00 NHKけさのニュース◇ ▽7:58 朝の音楽◇                                              | 5:00 マイあさ!◇ ▽6:30 ラジオ体操◇ ▽7:00 NHKけさのニュース◇ ▽7:58 朝の音楽◇ | 5:00 マイあさ!◇ ▽6:30 ラジオ体操◇ ▽7:00 NHKけさのニュース◇ ▽7:58 朝の音楽◇ | 5:00 マイあさ!◇ ▽6:30 ラジオ体操◇ ▽7:00 NHKけさのニュース◇ ▽7:58 朝の音楽◇        |
| 8                                                                   | 5:00 マイあさ!◇ ▽6:30 ラジオ体操◇ ▽7:00 NHKけさのニュース◇ ▽7:58 朝の音楽◇       | 5:00 マイあさ!◇ ▽6:30 ラジオ体操◇ ▽7:00 NHKけさのニュース◇ ▽7:58 朝の音楽◇                                              | 5:00 マイあさ!◇ ▽6:30 ラジオ体操◇ ▽7:00 NHKけさのニュース◇ ▽7:58 朝の音楽◇ | 5:00 マイあさ!◇ ▽6:30 ラジオ体操◇ ▽7:00 NHKけさのニュース◇ ▽7:58 朝の音楽◇ | 5:00 マイあさ!◇ ▽6:30 ラジオ体操◇ ▽7:00 NHKけさのニュース◇ ▽7:58 朝の音楽◇        |
| 8:28 朝の音楽◇                                                      |                                                                                  | |                                                                            |                                                                            |                                                                                   |
| 8:30 ふんわり◇ ▽8:55 全国気象情報・全国交通情報 ▽10:55 みんなのうた |                                                                                  | |                                                                            |                                                                            |                                                                                   |
| 9                                                                   |                                                                                  | |                                                                            |                                                                            |                                                                                   |
| 10                                                                  |                                                                                  | |                                                                            |                                                                            |                                                                                   |
| 11                                                                  |                                                                                  | |                                                                            |                                                                            |                                                                                   |
| 11:50 ローカル枠                                                    |                                                                                  | |                                                                            |                                                                            |                                                                                   |
| 12                                                                  | 12:00 NHKニュース◇                                                               | 12:00 NHKニュース◇ | 12:00 NHKニュース◇                                                         | 12:00 NHKニュース◇                                                         | 12:00 NHKニュース◇                                                                |
| 12                                                                  | 12:20 ひるのいこい◇（祝日は12:15から）                                           | |                                                                            |                                                                            |                                                                                   |
| 12                                                                  | 12:30 まんまる◇ ▽12:55 全国気象情報・全国交通情報 ▽14:30頃 列島ニュース◇         | |                                                                            |                                                                            |                                                                                   |
| 13                                                                  |                                                                                  | |                                                                            |                                                                            |                                                                                   |
| 14                                                                  |                                                                                  | |                                                                            |                                                                            |                                                                                   |
| 15                                                                  |                                                                                  | |                                                                            |                                                                            |                                                                                   |
| 15:55 安心ラジオ                                                    |                                                                                  | |                                                                            |                                                                            |                                                                                   |
| 16                                                                  | 16:00 ニュース◇                                                                  | 16:00 ニュース◇ | 16:00 ニュース◇                                                            | 16:00 ニュース◇                                                            | 16:00 ニュース◇                                                                   |
| 16                                                                  | 16:05 にっぽん列島夕方ラジオ◇（詳細はローカル枠を参照）                          | |                                                                            |                                                                            |                                                                                   |
| 17                                                                  |                                                                                  | |                                                                            |                                                                            |                                                                                   |
| 17:55 ローカル枠                                                    |                                                                                  | |                                                                            |                                                                            |                                                                                   |
| 18                                                                  | 18:00 Nらじ◇祝日は休止 ▽19:00 NHKきょうのニュース◇                               | 18:00 Nらじ◇祝日は休止 ▽19:00 NHKきょうのニュース◇                                                                      | 18:00 Nらじ◇祝日は休止 ▽19:00 NHKきょうのニュース◇                         | 18:00 Nらじ◇祝日は休止 ▽19:00 NHKきょうのニュース◇                         | 18:00 Nらじ◇祝日は休止 ▽19:00 NHKきょうのニュース◇                                |
| 19                                                                  | 18:00 Nらじ◇祝日は休止 ▽19:00 NHKきょうのニュース◇                               | 18:00 Nらじ◇祝日は休止 ▽19:00 NHKきょうのニュース◇                                                                      | 18:00 Nらじ◇祝日は休止 ▽19:00 NHKきょうのニュース◇                         | 18:00 Nらじ◇祝日は休止 ▽19:00 NHKきょうのニュース◇                         | 18:00 Nらじ◇祝日は休止 ▽19:00 NHKきょうのニュース◇                                |
| 19:55 ローカル枠                                                    |                                                                                  | |                                                                            |                                                                            |                                                                                   |
| 20                                                                  | 20:00 ニュース◇                                                                  | 20:00 ニュース◇ | 20:00 ニュース◇                                                            | 20:00 ニュース◇                                                            | 20:00 ニュース◇                                                                   |
| 20                                                                  | 20:05 野村萬斎のラジオで福袋(第1週・第2週)ウチらと世界とエンタメと(第3週・第4週) | 20:05 天才ピアニストの今夜もグッジョブ(第1週・第2週)岡田惠和 今宵、ロックバーで〜ドラマな人々の音楽談義〜(第3週・第4週) | 20:05 新感覚教養トーク プラっと(第1週・第2週)しごとをあそぼ(第3週・第4週)  | 20:05 東京03の好きにさせるかッ! ◇                                          | 20:05 アンミカTeenｰager倶楽部(第1週ｰ第3週)みんなでひきこもりラジオ◇（最終週のみ） |
| 20                                                                  | 20:55 全国気象情報・全国交通情報                                                 | |                                                                            |                                                                            |                                                                                   |
| 21                                                                  | 21:00 ニュース◇                                                                  | 21:00 ニュース◇ | 21:00 ニュース◇                                                            | 21:00 ニュース◇                                                            | 21:00 ニュース◇                                                                   |
| 21                                                                  | 21:05 又吉・児玉・向井のあとは寝るだけの時間◇                                    | 21:05 ニュース ガチモン!(第1週・第2週・第4週)2050フットボール(第3週)                                                    | 21:05 大竹しのぶのスピーカーズコーナー◇                                    | 21:05 あさこ・佳代子の大人なラジオ女子会◇                                  | 21:05 高橋源一郎の飛ぶ教室◇                                                       |
| 21                                                                  | 21:55 ローカル枠                                                                 | |                                                                            |                                                                            |                                                                                   |
| 22                                                                  | 22:00 NHKジャーナル◇                                                             | 22:00 NHKジャーナル◇ | 22:00 NHKジャーナル◇                                                       | 22:00 NHKジャーナル◇                                                       | 22:00 NHKジャーナル◇                                                              |
| 23                                                                  | 23:00 ニュース◇                                                                  | 23:00 ニュース◇ | 23:00 ニュース◇                                                            | 23:00 ニュース◇                                                            | 23:00 ニュース◇                                                                   |
| 23                                                                  | 23:05 ラジオ深夜便（2:00 - 5:00はFMと同時放送）◇                                 | |                                                                            |                                                                            |                                                                                   |
| 0                                                                   |                                                                                  | |                                                                            |                                                                            |                                                                                   |
| 1                                                                   |                                                                                  | |                                                                            |                                                                            |                                                                                   |
| 2                                                                   |                                                                                  | |                                                                            |                                                                            |                                                                                   |
| 3                                                                   |                                                                                  | |                                                                            |                                                                            |                                                                                   |
| 4                                                                   |                                                                                  | |                                                                            |                                                                            |                                                                                   |

### 週末
| 時               | 土曜日 | 日曜日 |
| 5                | 5:00 マイあさ!◇ ▽6:30 ラジオ体操◇ ▽7:00 NHKけさのニュース◇                                                 | 5:00 マイあさ!◇ ▽6:30 ラジオ体操◇ ▽7:00 NHKけさのニュース◇                                                               |
| 6                | 5:00 マイあさ!◇ ▽6:30 ラジオ体操◇ ▽7:00 NHKけさのニュース◇                                                 | 5:00 マイあさ!◇ ▽6:30 ラジオ体操◇ ▽7:00 NHKけさのニュース◇                                                               |
| 7                | 5:00 マイあさ!◇ ▽6:30 ラジオ体操◇ ▽7:00 NHKけさのニュース◇                                                 | 5:00 マイあさ!◇ ▽6:30 ラジオ体操◇ ▽7:00 NHKけさのニュース◇                                                               |
| 8                | 8:00 ニュース◇                                                                                             | 8:00 ニュース◇ |
| 8                | 8:05 石丸謙二郎の山カフェ◇ ▽8:55 全国気象情報・全国交通情報                                                | 8:05 音楽の泉◇ |
| 8                | 8:05 石丸謙二郎の山カフェ◇ ▽8:55 全国気象情報・全国交通情報                                                | 8:55 全国気象情報・全国交通情報                                                                                          |
| 9                | 8:05 石丸謙二郎の山カフェ◇ ▽8:55 全国気象情報・全国交通情報                                                | 9:00 日曜討論◇（総合テレビと同時生放送。放送時間拡大や休止される場合あり。高校野球全国大会期間中は22時台以降に録音放送） |
| 9                | 9:55 ローカル枠                                                                                            | 9:00 日曜討論◇（総合テレビと同時生放送。放送時間拡大や休止される場合あり。高校野球全国大会期間中は22時台以降に録音放送） |
| 10               | 10:00 ニュース◇                                                                                            | 10:00 ニュース◇ |
| 10               | 10:05 伊集院光の百年ラヂオ                                                                                 | 10:05 子ども科学電話相談◇ ▽10:55 みんなのうた                                                                            |
| 10               | 10:55 みんなのうた                                                                                         | 10:05 子ども科学電話相談◇ ▽10:55 みんなのうた                                                                            |
| 11               | 11:00 ニュース◇                                                                                            | 11:00 ニュース◇ |
| 11               | 11:05 文芸選評◇                                                                                            | 10:05 子ども科学電話相談◇ ▽10:55 みんなのうた                                                                            |
| 11               | 11:50 ローカル枠                                                                                           | |
| 12               | 12:00 NHKニュース◇                                                                                         | 12:00 NHKニュース◇ |
| 12               | 12:15 放送100年 保阪正康が語る昭和人物史(再放送)                                                           | 12:15 NHKのど自慢◇（総合テレビ及びFMとの同時生放送。年何回かは放送時間拡大される場合あり。）                             |
| 12               | 12:45 朗読                                                                                                 | 12:15 NHKのど自慢◇（総合テレビ及びFMとの同時生放送。年何回かは放送時間拡大される場合あり。）                             |
| 13               | 13:00 ニュース◇                                                                                            | 13:00 ニュース◇ |
| 13               | 13:05 真打ち競演◇（国際放送は衛星ラジオのみ）                                                              | 13:05 小痴楽の楽屋ぞめき◇                                                                                                |
| 13               | 13:55 ローカル枠                                                                                           | |
| 14               | 14:00 ニュース◇                                                                                            | 14:00 ニュース◇ |
| 14               | 14:05 NHKプロ野球                                                                                          | 14:05 らじるセレクト◇ |
| 14               | 14:05 NHKプロ野球                                                                                          | 14:55 ローカル枠 |
| 15               | 14:05 NHKプロ野球                                                                                          | 15:00 ニュース◇ |
| 15               | 14:05 NHKプロ野球                                                                                          | 15:05 さまよえるパパたちへ(第1週・第2週)佐藤二朗とオヤジの時間◇(第3週・第4週))                                           |
| 15               | 14:05 NHKプロ野球                                                                                          | 15:55 全国気象情報・全国交通情報                                                                                         |
| 16               | 14:05 NHKプロ野球                                                                                          | 16:00 ニュース◇ |
| 16               | 14:05 NHKプロ野球                                                                                          | 16:05 DJ日本史◇ |
| 16               | 16:55 ローカル枠                                                                                           | |
| 17               | 17:00 ニュース◇                                                                                            | 17:00 ニュース◇ |
| 17               | 17:05 ちきゅうラジオ◇                                                                                      | |
| 18               | | |
| 18:50 ローカル枠 | | |
| 19               | 19:00 NHKきょうのニュース◇                                                                                 | 19:00 NHKきょうのニュース◇                                                                                               |
| 19               | 19:25 上方演芸会◇(第1週・第2週)（大阪放送局）蔵出し名人会(第3週ｰ第5週)                                     | 19:25 新日曜名作座◇ |
| 19               | 19:50 音の風景◇                                                                                            | 19:25 新日曜名作座◇ |
| 19               | 19:55 ローカル枠                                                                                           | |
| 20               | 20:00 ニュース◇                                                                                            | 20:00 ニュース◇ |
| 20               | 20:05 THE ALFEE 終わらない夢(再放送)                                                                       | 20:05 らじらー! サンデー◇ ▽20:55 全国気象情報・全国交通情報                                                              |
| 20               | 20:55 全国気象情報・全国交通情報                                                                           | 20:05 らじらー! サンデー◇ ▽20:55 全国気象情報・全国交通情報                                                              |
| 21               | 21:00 ニュース◇                                                                                            | 20:05 らじらー! サンデー◇ ▽20:55 全国気象情報・全国交通情報                                                              |
| 21               | 21:05 ぶいあーる!                                                                                          | 20:05 らじらー! サンデー◇ ▽20:55 全国気象情報・全国交通情報                                                              |
| 21               | 21:55 ローカル枠                                                                                           | 20:05 らじらー! サンデー◇ ▽20:55 全国気象情報・全国交通情報                                                              |
| 22               | 22:00 ニュース◇                                                                                            | 20:05 らじらー! サンデー◇ ▽20:55 全国気象情報・全国交通情報                                                              |
| 22               | 22:05 山下健二郎のトーク・ライク・フィッシング(第1週ｰ第3週)尾崎世界観のとりあえず明日を生きるラジオ(第4週) | 20:05 らじらー! サンデー◇ ▽20:55 全国気象情報・全国交通情報                                                              |
| 22               | 22:55 ローカル枠                                                                                           | |
| 23               | 23:00 ニュース◇                                                                                            | 23:00 ニュース◇ |
| 23               | 23:05 ラジオ深夜便◇（2:00 - 5:00はFMと同時放送） ▽月曜午前1時台ラジオ文芸館                                | |
| 0                | | |
| 1                | | |
| 2                | | |
| 3                | | |
| 4                | | |

### 一部ネット送出番組
- 音の風景（土曜 11:50 - 11:55、日曜 19:55 - 20:00）
- みんなのうた◇（日曜 11:50 - 11:55）

### 随時放送
- NHKニュース（原則毎正時、一部毎時30分）◇（一部時間を除く）
- 国会中継◇（日中随時）（総理大臣の演説や党首討論など内容により放送。14時台・15時台で放送のときは衛星ラジオのみとなるが、この場合は16時台または17時台に短波・衛星ラジオとも録音放送を行う）
- 話題と音楽（フィラー番組、国会中継やスポーツ中継等で通常番組が休止された際の穴埋めとして随時放送）◇
- スポーツジョッキー（フィラー番組、スポーツ中継で予定時間より早く終了した場合と通常番組が休止された際の穴埋めとして随時放送）◇

### 特別番組

#### スポーツ中継
- 大相撲中継（開催期間中 16:05 - 18:00、千秋楽は15:05から、春のセンバツ高校野球期間中は17:05、千秋楽は16:05から）◇（千秋楽は衛星ラジオのみ15:30から。短波は16:15から）
  - ハッキヨイ!もっと大相撲◇（2019年5月25日放送開始、主に大相撲中継7日目の土曜 14:05 - 15:55）
- NHKプロ野球◇（プロ野球シーズン期間の土曜 14:05 - 試合終了まで〔高校野球中継を除く〕）[注 8]
- 高校野球中継（春のセンバツ・夏の甲子園期間中 ニュース中断をはさみ基本的に全試合）[注 9]
- プロ野球日本シリーズ中継（毎年10月 - 11月頃 全試合を試合終了まで中継 〔ただし試合の途中、平日は18:50 - 19:30、土日は19:25までニュースをお送りするため中断〕）[注 10]
- 天皇杯 JFAサッカー選手権実況中継◇（ラジオ第1では準決勝全2試合・決勝戦のみ生中継。）[注 11]
- 全国高校駅伝実況中継（毎年12月 女子は10:05から、男子は12:15から総合テレビと同時生中継）
- 箱根駅伝実況中継◇（毎年1月2日・3日 生中継）
- 皇后盃 全国女子駅伝実況中継（毎年1月第2日曜日 12:15 - 総合テレビと同時生中継）
- 全国大学ラグビー選手権実況中継（ラジオ第1では毎年1月第2日曜日の決勝戦のみ中継。）[注 12]

#### バラエティー
- ヤマザキマリラジオ
- ぼる塾のハラペコ食堂
- みんなの怒りを笑って共感!! おいでやすこがの“怒怒怒楽”
- しごとをあそぼ ～高橋Pのラジオ～
- 天才ピアニストの今夜もグッジョブ

#### 音楽
- 忘れじの洋楽スター・ファイル

#### その他
- NHK紅白歌合戦◇（毎年大晦日 19:15 - 23:45 総合テレビ、BSプレミアム4K/BS8Kでも同時生放送）
- 懐かしのポップストップ10◇（2019年度からは不定期の夜間時間帯に放送。2018年度まではプロ野球ナイター戦が全試合行われない日に限り20:05 - 21:55に放送されていた。）※2010年12月23日の天皇誕生日も特集番組として放送された。
- NHKのど自慢チャンピオン大会◇（主に毎年3月上旬 19:30 - 20:55、総合テレビと同時生放送）
- 1000万人ラジオ体操・みんなの体操祭◇（毎年8月1日前後の日曜日〔年度によって7月最終、8月第1日曜〕6:30 - 6:45 総合テレビと同時生放送〔雨天の場合はラジオのみの生放送〕）
- 政見放送（国政/各都道府県の首長・議会議員選挙期間中に随時放送[6]）
- 開票速報（国政/各都道府県の首長・議会議員選挙投票終了直前の日曜19:55 - 総合テレビと同時生放送）
- 弘兼憲史の“俺たちはどう生きるか”
- 耳で楽しむ ゾワゾワラジオ
- こどもホッとソング ラジオで声をとどけよう

## ローカル枠
※印はNHKワールド・ラジオ日本でもそのまま放送される。IPサイマルラジオサービス2者（らじる★らじる及びradiko）では裏送り番組が優先配信される土日祝の11:50 - 12:00を除き、すべての時間帯で同時配信されている。

### 平日
- 5:55 - 6:00、6:25 - 6:30※、6:55 - 7:00、7:20 - 7:25、7:50 - 8:00※（マイあさ!内）
- 8:55 - 9:00（ふんわり内、岩手、秋田、福島、山梨、長野、関西のみ）
- 9:55 - 10:00（ふんわり内）
- 10:55 - 11:00（ふんわり内、北海道、関西、四国のみ）
- 11:50 - 12:00
- 12:15 - 12:20
- 13時台 - 14時台 毎時55分 - 毎正時（まんまる内）
- 15:55 - 16:00（四国のみ）
- 16:55 - 17:00
- 17:55 - 18:00
- 18:50 - 19:00（Nらじ内）
- 19:55 - 20:00
- 21:55 - 22:00
- 22:55 - 23:00※

#### 12時台に放送するローカル番組
- 山形県
  - 山形ひるどきラジオ なにしったのや～？（金曜 12:20 - 13:00）
- 秋田県
  - 秋田駅前 喫茶こまち（金曜 12:30 - 13:00）
- 東北地方（上記2県以外の地域）
  - 民謡をどうぞ（金曜 12:30 - 12:55 山形県、秋田県はFMで放送）

#### 夕方に放送するローカル番組
以下の番組は16:05〜17:55に「にっぽん列島夕方ラジオ」として、一部地域で日替わり、週替わりで随時放送される。
- 関西地方
  - 関西ラジオワイド（月曜 - 金曜 16:05 - 18:00）
- 高知県
  - とさらじお（月曜 17:05 - 17:55）
- 広島県
  - ひろしま コイらじ（月曜 - 木曜 17:05 - 17:55）
- 愛媛県
  - ラジオまどんな（月曜 - 木曜 17:05 - 17:55）
- 東海3県（愛知県・岐阜県・三重県）
  - 夕刊 ゴジらじ（月曜 - 金曜 17:00 - 17:55）
- 九州・沖縄地方
  - はっけんラジオ（月曜 - 金曜 17:00 - 17:55）
- 岩手県
  - まじぇ5時（月曜 - 金曜 17:05 - 18:00）
- 宮城県
  - ゴジだっちゃ!（月曜 - 金曜 17:05 - 18:00）
- 福島県
  - こでらんに5（月曜 - 金曜 17:05 - 18:00）
- 長野県
  - ゆる信ワイド!（金曜 16:05 - 18:00）
- 石川県
  - じわもんラジオ（金曜 17:00 - 17:55）
- 中国地方
  - 中国!ちゅーもく!ラジオ（金曜 17:05 - 17:55）
  - やしろ荘でごにょごにょ（第4金曜 17:05 - 17:55）
- 島根県
  - まるっと☆しまね（金曜随時 17:05 - 17:55）
- 岡山県
  - 岡山ラジオ おからじ!（金曜随時 17:05 - 17:55）
  - ラジオdeもぎたて!（原則水曜 17:05 - 17:55）
- 富山県
  - ラジオ富山人（金曜 17:05 - 17:55）
- 福井県
  - 情報たら福 ～いこっさ!きこっさ!～（金曜随時 17:05 - 17:55）
- 四国地方
  - 四国だ!ゴーゴー（金曜 17:05 - 17:58）
- 青森県
  - あっぷるラジオ（金曜 17:05 - 18:00）★
- 神奈川県
  - 横浜サウンド☆クルーズ はま☆キラ!（毎月第2・第4水曜 17:05 - 18:00）
- 北海道
  - 北海道まるごとラジオ（毎月第1木曜 17:05 - 17:55）
- 香川県
  - まんで香川きっきょん⁉（毎月最終月曜 17:00 - 17:55）
- 徳島県
  - あわ☆メロR（毎月最終月曜 17:05 - 17:55）
- 新潟県
  - にいがたゆうどきラジオ（毎月最終金曜 16:55 - 17:58）
- 山梨県
  - かいラジ（毎月最終金曜 17:05 - 17:55）
- 沖縄県
  - 沖縄熱中倶楽部（毎月最終金曜 17:05 - 17:55）

### 土曜日
- 5:55 - 6:00、6:25 - 6:30※、6:55 - 7:00、7:15 - 7:20、7:50 - 8:00※（マイあさ!内）
- 8:55 - 9:00（石丸謙二郎の山カフェ内、関西のみ）
- 9:55 - 10:00
- 10:55 - 11:00（北海道、関西、四国のみ）
- 11:50 - 12:00
- 12:10 - 12:15※
- 13:55 - 14:00
- 14:55 - 15:00
- 16:55 - 17:00
- 17:55 - 18:00（ちきゅうラジオ内）
- 18:50 - 19:00
- 19:20 - 19:25※
- 19:55 - 20:00
- 21:55 - 22:00
- 22:55 - 23:00

### 日曜日
- 5:55 - 6:00、6:25 - 6:30※、6:55 - 7:00、7:15 - 7:20（マイあさ!内）
- 7:55 - 8:00
- 8:55 - 9:00（関西のみ）
- 10:55 - 11:00（子ども科学電話相談内、北海道、関西、四国のみ）
- 11:50 - 12:00
- 12:10 - 12:15※
- 13:55 - 14:00
- 14:55 - 15:00
- 16:55 - 17:00
- 17:55 - 18:00（ちきゅうラジオ内）
- 18:50 - 19:00
- 19:20 - 19:25※
- 19:55 - 20:00
- 21:55 - 22:00（らじらー!サンデー内）
- 22:55 - 23:00※

### 交通情報
NHK各放送局の番組一覧を参照。
毎時28分頃は流れる音楽に乗せて放送する（交通情報のないほとんどの地域とNHKワールド・ラジオ日本およびNHKネットラジオ らじる★らじるでは音楽のみが流れるが、radikoでは交通情報も含めてそのまま配信される）。
全国放送
（祝日含め全曜日 2017年度 - 、★印は2018年度 - ）
- 8:58頃★[注 14]、15:58頃★（2019年度は平日と日曜）[注 15]、20:58頃

（土・日曜日）
- 17:50（ちきゅうラジオ内）※

2009年度までは毎日16:53に放送。2008年度と2009年度は月曜から金曜日の14:38にも放送。

## 過去に放送された番組
連続ドラマ
- 宮本武蔵（1943年9月5日 - 1945年1月15日）
- 山から来た男（1945年10月28日 - ）
- 自由を護った人々（1946年 - ）
- ラジオ実験室（1947年2月12日 - 1954年4月5日）
- 鐘の鳴る丘（1947年7月5日 - 1950年12月29日）[9]
- 向う三軒両隣り（1947年7月1日 - 1953年4月10日）[10]
- ラジオ小劇場（1948年1月7日 - ）
- 光を掲げた人々（1949年9月11日 - 1955年3月27日）
- えり子とともに（1949年10月5日 - 1952年4月3日）
- 語るオルゴール（1950年 - ）
- 連続物語（1950年 - ）
- 連続放送劇
  - 井田家の一とき（1946年5月7日 - 6月18日）
- 我が家の平和（1946年7月16日 - ）
  - さくらんぼ大将（1951年1月4日 - 1952年3月31日）
  - 由起子（1954年4月15日 - 1956年3月29日）
  - 青いノート（1954年11月8日 - 1957年3月）
- 連続ラジオ小説（第1期）
  - 君の名は（1952年4月10日 - 1954年4月8日）[11]
  - 火の鳥
- ある日ある時（1956年 - ）
- 朝の口笛（1956年 - ）
- 幻の部屋（1956年 - ）
- 花くれないに（1956年 - ）
- 一丁目一番地（1957年4月1日 - 1965年）
- 日曜名作座（1957年4月7日 - 2008年3月30日）
- ドキュメンタリー・ドラマ（1958年4月10日 - ）
- 明日ひらく窓（1958年 - ）
- 浪曲ドラマ（1959年4月8日 - ）
- 朝の小説（1959年 - ）
- 愛の大河（1959年 - ）
- おたのしみ劇場（1963年4月2日 - 1964年3月31日）
- 家庭劇場（1966年 - ）
- 文芸劇場（1968年4月7日 - 1978年10月27日）
- 夜のサスペンス（1976年4月8日 - 1978年11月18日）
- 連続ラジオ小説（第2期）（1978年11月20日 - 1984年3月16日）
- ラジオSFコーナー（1979年4月2日 - 1983年9月28日）
- 歌謡ドラマ（2004年3月30日 - 2010年3月26日）
- ラジオドラマ・アーカイブス（2008年4月27日 -  2010年3月21日）
- AKB48の"私たちの物語"（NHK-FM制作  2011年4月2日 - 2013年3月30日）

少年ドラマ
- 新諸国物語（1952年 - 1956年）
- 海の涯に（1957年 - ）
- でんでん虫の歌（1957年 - ）
  - コロの物語（1957年）
- おらんだ火薬（1959年 - ）
- 幽霊船（1959年 - ）
- 連続放送劇
  - アルタイを越えて（1961年 - ）
  - そのいすにすわれ（1961年 - ）
  - 負けるな太郎（1961年 - ）
  - キャンデーの冒険（1961年10月2日 - ）
- まんぼうくんとべらぼうくん（1961年 - ）
- 宇宙から来た少年（1962年4月2日 - 1963年3月29日）
- でこぼこ道（1962年 - ）
- あすは晴れるぞ（1962年10月1日 - ）
- 名作ドラマ（1962年4月2日 - ）
- 緑のコタン（1962年4月2日 - 1963年3月29日）

クイズ・ゲーム
- 話の泉（1946年12月3日 - 1964年3月31日）[12]
- 二十の扉（1947年11月1日 - 1960年4月2日）[13]
- 私は誰でしょう（1949年1月2日 - 1969年3月23日）
- 犯人は誰だ（1951年5月6日 - ）
- 三つの歌（1951年11月2日 - 1970年3月30日）[14]
- 即興劇場（1954年11月3日 - ）
- あなたは仕事を求めている（1956年 - ）
- 太郎さん花子さん（1956年 - ）
- お笑い職業案内（1957年 - ）
- 歌う演芸館（1957年 - ）
- ここはどこでしょう（1958年10月4日 - ）
- ストップクイズ（1961年4月5日 - 1963年3月27日）
- なぞの招待席（1963年4月6日 - 1965年3月30日）
- クイズジョッキー（1965年4月13日 - 1970年）
- クイズ面白講座（1998年4月5日 - 2000年3月26日）
- おしゃべりクイズ疑問の館（2000年3月27日 - 2011年3月22日）
- 新・話の泉（2005年4月25日 - 2010年3月9日）
- 中山秀征のクイズイマジネーター（2019年4月4日 - 2022年3月31日）
- 昭和歌謡ショー → 昭和ヒット倶楽部（2011年3月31日 - 2018年3月29日）

バラエティー・お笑い
- 二人漫談（1931年 - ）
- モダン小咄（1933年11月25日 - ）
- 漫談風景（1933年 - ）
- ニュース演芸（1934年7月1日 - ）
- 日曜巷談（1934年 - ）
- 新演芸（1934年 - ）
- お笑ひ道中（1935年 - ）
- 三題噺（1935年 - ）
- 立体漫談（1935年 - ）
- 皇軍将士慰問の夕（1937年 - ）
- 演芸お好み袋（1941年9月2日 - ）
- 起てり東亜（1941年12月21日 - ）
- 歌の新聞（1946年1月 - ）
- 演芸手帖（1946年 - ）
- 笑いの時間（1946年 - 1947年6月）
- 日曜娯楽版（1947年10月12日 - 1952年6月8日「ユーモア劇場」に）[15]
- ラジオコメディ（1948年6月 - ）
- とんち教室（1949年1月3日 - 1968年3月28日）[16]
- ラジオ寄席（1949年4月3日 - 1964年4月5日、1976年5月1日 - 1977年4月1日）
- 陽気な喫茶店（1949年4月5日 - 1954年11月2日）
- ふるさとの町（1950年 - ）
- ラジオ漫画（1950年4月2日 - 1952年）
- 気まぐれショウボート（1950年9月1日 - ）
- 関東風土記（1951年 - ）
- 夢声百夜（1951年5月7日 - ）
- 演芸クラブ（1951年5月 - ）
- エンタツちょびひげ漫遊記（1952年1月5日 - ）
- アチャコ青春手帳（1952年1月7日 - ）
- シャボテン日記（1951年 - ）
- もしも（1951年 - ）
- ユーモア劇場（1952年6月15日 - 1954年6月13日）
- エンタツの名探偵（1953年 - ）
- おしづどん行状記（1953年 - ）
- ラジオロータリー（1953年 - ）
- 僕は横町の（1953年 - ）
- ピアノとともに（1954年 - ）
- アチャコほろにが物語（1954年4月 - ）
- とかくこの世は（1954年4月 - ）
- 夢声手帳（1954年 - ）
- 青春サーカス（1954年 - ）
- 声をそろえて（1954年 - ）
- 歌うロマンス（1954年6月 - ）
- のんきタクシー（1954年 - ）
- こんな話あんな話（1954年 - ）
- 幸福を拾った話（1954年 - ）
- なんでも入門（1954年11月 - 1955年10月）
- お父さんはお人好し（1954年12月13日 - 1965年3月29日）
- 青空の仲間（1955年 - ）
- 春子の手帳（1955年 - ）
- お笑い三人組（1955年11月12日 - 1960年3月）
- ヴァラエティ（1955年 - ）
- ラジオマンガ（1955年 - ）
- らくがき合戦（1955年 - ）
- 相棒道中（1956年 - ）
- 素人即席演芸会（1956年 - ）
- 角を曲って三軒目（1956年4月 - 11月）
- 土曜の夜のおくりもの（1956年11月10日 - ）
- ロマンス交叉点（1956年 - ）
- 演芸特集（1956年 - ）
- 天晴れ風来坊（1956年 - ）
- 食いだおれ一代（1956年 - ）
- ラジオ百科辞典（1956年 - ）
- リレー演芸（1957年 - ）
- ラジオ一口辞典（1957年 - ）
- おしゃべり選手（1957年 - ）
- ラジオ芸能ホール（1957年11月6日 - 、1960年4月4日 - 1963年3月29日）
- 楽しい広場（1958年 - ）
- 青春三人娘（カメラは見ている）（1958年 - ）
- ゼンマイ社長（1959年 - ）
- ラジオ演芸館（1959年 - ）
- 午後の娯楽室（1960年4月4日 - ）
- あっぱれ三人組（1960年4月5日 - 1963年3月26日）
- 陽気な休憩室（1960年4月9日 - 1964年3月29日）
- 芸能お国めぐり（1960年4月10日 - ）
- いこいのひととき（1962年4月2日 - ）
- 午後のダイヤル（1962年4月2日 - ）
- がんばれカヨちゃん（1962年4月7日 - 1963年）
- 芸能ダイヤル（1962年4月8日 - 1964年）
- お笑い演芸館（1963年4月6日 - ）
- 下町人生（1963年4月14日 - 1964年4月5日）
- 今晩は大阪です（1964年4月6日 - 1966年3月28日）
- 芸能ステージ（1964年4月8日 - ）
- 楽天くらぶ（1964年4月9日 - ）
- 三人のジョッキー（1964年4月12日 - 1965年4月4日）
- 郷土劇場（1964年 - 1970年4月5日）
- 演芸バラエティー（1965年10月19日 - ）
- 連続演芸（1965年4月11日 - ）
- 連続ラジオコメディー（1978年11月25日 - 1982年4月3日）
- 話芸・笑芸・当たり芸→わが人生に乾杯!（1994年11月3日 - 2011年3月10日）[17]
- サンデージョッキー（1984年4月1日 - 2008年3月16日）
- ラジオコメディー みんな大好き!（2000年4月2日 - 2004年3月28日）
- 平成落語家ジョッキー（2003年4月9日 - 2006年4月1日）
- 今夜も大入り!渋谷・極楽亭（2006年4月8日 - 2011年2月26日）
- 日曜バラエティー（2008年4月6日 - 2019年3月17日）
- ぬくだまりの宿 みちのく亭＜仙台放送局＞（2008年4月8日 - 2014年3月12日）
- 博多屋台 こまっちゃん◇＜福岡放送局＞（2009年3月20日 - 2014年3月26日）
- ゆきねえの名古屋なごやか喫茶＜名古屋放送局＞（2009年4月15日 - 2014年3月19日）
- キャンパス寄席（2010年4月29日 - 2018年2月24日 2018年7月16日〔海の日〕の放送から特別番組として放送）
- 亀渕昭信のにっぽん全国ラジオめぐり（2011年3月29日 - 2013年3月26日）
- 上地雄輔のラジ音!（NHK FM制作 2011年4月10日 - 2013年3月23日）
- かれんスタイル（2011年10月6日 - 2019年3月28日）
- 香山リカのココロの美容液（2012年4月6日 - 2018年3月16日）
- 夏木マリ・丈夫も芸のうち（2013年4月2日 - 2015年3月 2015年5月4日の放送から特別番組として復活）
- 語りの劇場 グッとライフ（2013年4月8日 - 2017年3月13日）
- クリス松村の音楽処方箋（2015年3月30日 - 2018年3月19日）
- サンドウィッチマンの天使のつくり笑い（2015年4月7日 - 2021年3月23日）
- STUDY!ぼくたちとみんなのラジオ（2016年4月26日 - 2024年3月26日）
- こやぶのとりしらベイビー→こやぶとみちょぱのとりしらベイビー（2019年4月5日 - 2020年3月27日）
- ヤバイラジオ屋さん（2020年11月7日 - 2022年3月29日、NHK-FMへ移設。）
- さくらひなたロッチの伸びしろラジオ(2021年3月29日 - 2025年3月17日)
- アニメ・ステラー(2022年4月5日 - 2025年3月23日)
- タカアンドトシのお時間いただきます (2021年3月31日 - 2025年3月26日)
- 鉄旅・音旅 出発進行! 音で楽しむ鉄道旅(2019年10月5日 - 2025年3月15日)
- 国語辞典サーフィン(2023年4月8日 - 2025年3月15日)
- ヴォイスミツシマ(2023年4月9日 - 2025年3月16日)
- 梶裕貴のラジオ劇場(2023年4月7日 - 2025年3月29日)

歌謡曲
- 国民歌謡（1936年6月1日 - 1941年2月7日）
- 国民詩曲（1938年5月18日 - ）
- われらのうた（1941年2月12日 - 12月8日）
- 仕事と共に（1941年 - ）
- ニュース歌謡（1941年12月8日 - ）
- 国民合唱（1942年2月8日 - 1945年8月15日）
- 職場のうた（1944年2月22日 - ）
- 世界の音楽（1945年 - ）
- 世界を踊り廻る（1945年12月 - 1946年6月）
- ハリウッドからの音楽（1945年12月 - 1946年1月）
- ジャズのお家（1945年12月 - 1946年4月）
- ラジオ歌謡（1946年5月1日 - 1962年3月31日）
- 私たちの好きな歌（1946年5月 - ）
- 思い出のアルバム（1947年3月1日 - ）
- 新芸能人の時間（1947年7月 - ）
- 新人の時間（1947年7月 - ）
- ひるのひととき（1947年 - ）
- 三つの鐘（1948年 - ）
- 夜の軽音楽（1948年 - ）
- バンド・タイム（1948年 - ）
- 日曜のリズム（1948年 - ）
- お好み投票音楽会（1949年1月 - ）
- 歌の明星（1949年1月 - ）
- 朝の歌（1949年1月 - ）
- なつかしのメロディー（1949年6月12日 - 1960年4月2日）
- 今週の歌謡集（1949年7月 - ）
- 宝塚パレイド（1949年 - ）
- 愉快な仲間（1949年 - ）
- きらめくリズム（1949年 - ）
- 愉快な仲間（1950年1月3日 - 1952年7月25日）[18]
- 今週の明星（1950年1月8日 - 1964年4月2日）[19]
- 空飛ぶカーペット（1950年 - ）
- リズムパレード（1951年2月6日 - ）
- 歌の花ごよみ（1952年1月 - ）
- 希望の星座（1952年6月 - ）
- 僕と私のカレンダー（1952年8月 - ）
- 黄金のいす（1952年11月3日 - 1955年4月1日）
- 音楽の地図（1953年 - ）
- スウィートタイム（1953年 - ）
- 東京ロマンス（1953年 - ）
- SKDパレイド（1953年5月 - ）
- メロディーの花かご（1953年12月 - ）
- ミュージックサロン（1954年 - ）
- 日本の町（1954年11月12日 - 1956年3月31日）
- パレイドの午後（1955年 - ）
- 歌の展覧会（1955年 - ）
- 明るいうた声（1955年 - ）
- 音楽の花束（1955年 - ）
- 音楽夢くらべ（1955年11月6日 - ）
- 花の星座（1956年4月6日 - ）
- 音楽の宴（1956年 - ）
- 音楽をどうぞ（1956年 - ）
- 歌の登竜門（1956年 - ）
- 日曜ミュージカル（1956年 - ）
- 歌は結ぶ（1956年 - ）
- お好みディスク・ジョッキー（1956年 - ）
- 今宵歌えば（1957年 - ）
- 虹の劇場（1957年 - ）
- 夢を呼ぶ歌（1957年 - ）
- 音楽の仲間（1957年 - ）
- 食後のリズム（1958年4月 - 1962年3月）
- 輝くステージ（1959年4月10日 - ）
- お話のうた（1959年 - ）
- ハーモニー・アルバム（1959年 - ）
- 歌えば青空（1960年 - ）
- メロディーの小箱（1960年 - ）
- 昔は昔今は今（1960年 - ）
- あなたの曲わたしの曲（1961年4月9日 - 1962年3月30日）
- きょうのうた（1962年4月2日 - ）
- 夜のリズム（1962年4月3日 - 1964年4月3日）
- トップスターショー（1962年4月6日 - 1963年3月29日）
- リクエストアルバム（1963年4月8日 - ）
- ポピュラーミュージックアワー（1964年4月6日 - 1965年4月3日）
- 花のパレード（1964年4月8日 - 1971年6月22日）
- 歌謡ホール（1964年4月10日 - ）
- 日曜軽音楽ホール（1964年4月12日 - ）
- 夢のハーモニー（1965年4月5日 - 1984年4月1日）（「ないと・ぶれいく」「おやすみのまえに」と同様の時間帯で放送されていた音楽番組。この後にニュースを挟んで午前0時に一日の放送終了となっていた）
- 軽音楽ホール（1965年 - ）
- ポピュラー・アルバム（1965年 - ）
- 午後のシャンソン（1968年4月7日 - 1976年、NHK-FMへ移設。）
- あなたの歌（1968年4月7日 - 1973年4月1日）
- 歌謡ヒットメロディー（1968年 - 、1969年4月7日 - ）
- 歌謡スポット（1971年4月9日 - 1974年3月3日）
- 歌の星座（1971年10月5日 - 1978年4月1日）
- ひるの軽音楽（1974年4月6日 - 1975年3月27日）
- ひるの散歩道（1975年4月7日 - 2008年3月28日）
- 歌のアラカルト（1976年4月5日 - 1978年11月6日）
- にっぽんのメロディー（NHK-FMから移設、1978年11月23日 - 1991年3月）
- おしゃべり歌謡曲（1978年11月24日 - 1982年）
- トラベルジョッキー（1978年11月24日 - 1982年）
- 昭和歌謡大全集（1978年11月26日 - 1984年4月1日）
- おやすみのまえに（1984年4月2日 - 1990年4月1日 23:05 - 23:50まで放送されていた音楽番組である。「ラジオ深夜便」の前身にあたる番組。ニュースがあって午前0時に放送終了となったが、実質的な最終番組である）
- はつらつスタジオ505（1985年4月3日 - 2005年3月23日）
- 新ラジオ歌謡（1985年4月3日 - 2005年3月29日）
- 歌の日曜散歩（1987年4月19日 - 2019年3月17日）
- ないとぶれいく（1990年4月2日 - 1992年4月5日）（ラジオ深夜便の1992年4月の定時放送開始前まで放送されていた「おやすみのまえに」と同様23:05～23:50まで放送されていた音楽番組）
- 新ラジオ歌謡（1992年4月8日 - 2005年3月29日）→ ユアソング（2005年4月5日 - 2017年3月8日）[注 16]
- 人生・三つの歌あり（1994年11月4日 - 2001年8月24日）
- あいうえ歌謡曲（1994年11月5日 - 1998年3月28日）
- ふるさと自慢うた自慢&ふるさと自慢コンサート（1996年 - 、今後は不定期の特別番組として放送予定）
- 歌謡大全集（1996年4月7日 - 1997年3月23日）
- 音楽夢倶楽部（1998年4月4日 - 2005年3月26日）→ 土曜音楽パラダイス（2005年4月2日 - 2006年4月1日）
- いとしのオールディーズ（2001年10月5日 - 2013年3月22日）[17]
- 家族で選ぶ思い出の歌（2002年4月7日 - 2004年3月28日）
- ときめきJAZZ喫茶（2004年3月29日 - 2007年3月21日）
- きらめき歌謡ライブ（2005年3月30日 - 2019年3月20日）
- 音楽熱中倶楽部（2007年4月3日 - 2010年3月7日）
- 歌の散歩道（2008年3月31日 - 2013年3月21日）
- こうせつと仲間たち（2008年5月5日 - 2013年3月19日）
- 亀渕昭信のいくつになってもロケンロール!（2009年4月7日 - 2011年3月1日）
- 岡田恵和 今宵、ロックバーで（NHK FM制作 2011年3月28日 - 、2018年度からはFMで放送）
- 昭和歌謡ショー（2011年3月31日 - 2015年3月26日）
- 石丸幹二のシアターへようこそ（NHK-FM制作 2011年4月1日 - 2013年3月25日 ラジオ第1では最終回を2013年3月30日に放送。）
- 映画音楽パラダイス（2011年4月1日 - 2012年3月30日）
- 絆うた（2011年4月2日 - 2015年3月14日）
- エレうた!・Live! エレうた!（2011年4月30日 - 2014年3月21日）
- みうらじゅんのサントラくん（2011年5月4日 - 2015年3月24日）
- ミュージックパトロール チェキラ!（2013年4月7日 - 2015年3月29日）
- ごきげん歌に乾杯!（2013年4月24日 - 2016年3月30日）
- ぼくらの青春 J-POP 平成ミュージック・グラフィティー（2013年10月4日 - 2017年3月24日） → ミュージック・グラフィティー◇（2017年10月6日 - 2018年3月16日）
- ミュージック・イン・ブック（2014年4月2日 - 2018年3月21日）
- 歌え!土曜日 Love Hits（2015年4月4日 - 2022年3月12日）
- 昭和ヒット倶楽部（2015年4月9日 - 2018年3月29日）
- 歌う!SHOW学校（2016年4月27日 - 2018年3月28日）
- 金曜カルテット（NHK FM制作 2018年4月 - 2019年3月）
  - くるり電波（第1金曜）
  - 音楽ガハハ（第2金曜）
  - Masayuki Suzuki Radio Show GOOD VIBRATION（第3金曜）
  - 久保田利伸 ファンキーフライデー（第4金曜）
- イチ押し 歌のパラダイス（2019年4月3日 - 2022年4月2日）[注 17]
- うたことば（2019年4月7日 - 2020年3月15日）
- ミュージック・バズ（2019年5月18日 - 2020年3月14日）[20]
- とれたて音楽館（2022年4月9日 - 2023年3月11日）
- ディスカバー・カーペンターズ（2022年4月10日 - 2023年4月2日）

クラシック
- 日本音楽史講座（1925年10月11日 - 12月27日）
- 西洋音楽講座（1926年7月18日 - 10月、1927年7月 - 9月）
- 放送歌劇（1926年7月、1927年2月24日 - 1930年11月26日）
- ベートーベン100年祭記念演奏（1927年3月14日 - 4月19日）
- ベートーベン交響曲連続演奏（1935年1月8日 - 12月23日）
- 朝のレコード音楽（1937年4月 - ）
- 楽聖の夕（1940年1月13日 - 12月）
- 希望音楽会（1945年10月3日 - 1948年）
- 名曲鑑賞（1945年12月1日 - ）
- 日響の時間（1945年12月7日 - 1947年）
- 東唱の時間（1945年 - ）
- 放送音楽会（1946年2月 - ）
- 音楽教室（1946年 - ）
- 名演奏家の時間（1946年 - 1956年、ラジオ第2へ移設。）
- 日本の音楽（1946年5月 - ）
- 愛唱歌の時間（1947年2月 - 1948年）
- 土曜コンサート（1947年10月4日 - ）
- 日響演奏会（1947年10月 - 1949年）
- 食後の音楽（1947年 - 1953年、ラジオ第2へ移設。）
- 家庭の音楽（1948年9月13日 - 1952年、ラジオ第2へ移設。）
- 音楽のおくりもの（1948年 - 1965年、NHK-FMへ移設。）
- オペレッタの時間（1948年 - 1950年）
- ラジオリサイタル（1948年 - 1954年）
- 私たちの音楽（1948年 - ）
- 午後2時の音楽（1949年 - 1951年）
- 午後3時30分の音楽（1951年 - 1954年）
- いこいの歌（1952年 - ）
- わが家の歌（1953年 - ）
- コンサートエコー（1953年 - ）
- 夜のワルツ（1953年 - ）
- 歌の仲間（1953年11月 - ）
- コーラス・アルバム（1954年 - 1957年、ラジオ第2へ移設。）
- 少年少女音楽会（1954年 - ）
- 心の歌（1954年 - ）
- 午後4時25分の音楽（1954年 - ）
- きょうの前奏曲（1954年11月 - ）
- 立体音楽堂（1954年11月13日 - 1966年4月2日） ラジオ第2放送も同様（中波2波を使ったステレオ放送で行われた定時番組。後にFMに移動した）
- 名曲をたずねて（1955年11月7日 - 1961年4月1日）
- NHK希望音楽会（1955年11月9日 - 1962年）
- 青少年音楽会（1956年 - 1969年）
- 音楽鑑賞（1957年4月 - 1959年、ラジオ第2へ移設。）
- 歌の国、音楽の町（1957年 - ）
- 音楽カレンダー（1957年 - ）
- 朝のリズム（1958年 - ）
- 音楽のたのしみ（1960年 - ）
- 朝の名曲（1961年10月2日 - 1972年3月31日）
- 家庭音楽会（1963年4月2日 - 1964年3月31日、1969年4月7日 - 1970年4月3日）
- ディスクコンサート（1963年4月6日 - ）
- 名曲アルバム（1963年4月7日 - ）
- 音楽夜話（ラジオ第2から移設。1966年 - 1970年、NHK-FMへ移設。）
- きょうも楽しく（1969年4月 - 1972年3月31日）
- こどものためのレコードコンサート（1971年4月11日 - 1972年3月26日）
- 仲間の音楽会（1976年4月11日 - 1978年11月19日）
- 音楽の窓（1978年11月25日 - 1984年3月24日）
- しらべによせて（1978年12月3日 - 1984年3月4日）
- ピアノのある部屋（1979年4月7日 - 1984年）

民謡
- 民謡お国めぐり（1951年 - ）
- 民謡をたずねて（ラジオ第2から移設。1952年 - 、2019年度からはFMで金曜の5:20 - 5:50に放送）
- 全国音楽めぐり（1964年4月6日 - 1970年4月3日）
- みんなの民謡（1964年4月9日 - 1970年3月25日）
- 民謡北から南から（1972年4月6日 - 1975年10月2日）
- 民謡の旅（1972年4月9日 - 1978年3月28日）

伝統芸能
- 長唄（1938年4月 - 1939年3月）
- 邦楽名曲選（1939年4月 - 、1947年12月8日、1950年7月11日）
- お好み演芸会（1945年10月 - ）
- 現代邦楽の時間（1947年 - ）
- 放送演芸会（1948年 - 1948年9月、1952年11月 - 1978年11月8日）
- 俗曲（1949年 - ）
- 演芸独演会（ラジオ第2から移設。1951年11月 - ）
- 邦楽の時間（1952年 - ）
- 邦楽演奏会（1954年 - 1963年、ラジオ第2へ移設。）
- 風流歌草紙（1954年4月12日 - 1960年、1963年 - 1970年3月30日）
- ラジオ昼席（1954年 - 1964年、ラジオ第2へ移設。）
- 上方演芸（1955年 - ）
- 〇〇の聞き方味い方（1955年4月7日 - ）
- お好み風流亭（1955年 - ）
- 親鸞（1955年 - ）
- 落語（1955年 - ）
- 放送小ばなし会（1955年 - ）
- 連続浪花節（1955年 - ）
- 舞台中継（1955年 - ）
- 劇場中継（1955年 - ）
- 三国志（1956年 - ）
- 午後の演芸会（1956年 - ）
- 連続講談（1956年 - ）
- 邦楽文庫（1957年 - ）
- 日曜昼席（1957年 - ）
- 浪曲（1957年 - 、1967年10月10日 - 1970年3月31日）
- 歌舞伎夜話（1958年 - ）
- 仲よし演芸会（1959年 - 1962年）
- 土曜昼席（1962年 - ）
- なかよし浪曲会（1962年4月12日 - 1963年3月31日）
- 演芸特選会（1963年4月6日 - ）
- 名作桧舞台（1963年10月 - ）
- お好み演芸場（1963年10月7日 - ）
- 浪曲・講談（1964年 - ）
- 落語百扇（1964年10月 - 1965年3月）
- 古典落語（1966年4月5日 - 1970年3月31日）
- 上方寄席（1966年4月6日 - 1970年4月1日）
- お好み邦楽選（1970年4月6日 - 1978年11月、NHK-FMへ移設。）
- 演芸名人会（1970年4月8日 - 1971年3月31日）
- 土曜寄席（1970年4月11日 - 1971年3月27日）
- 水曜寄席（1971年4月7日 - 1972年3月29日）
- お笑いラジオ寄席（1972年4月9日 - 1974年3月31日）
- 浪曲十八番ラジオ第2放送で再放送あり。なお、プロ野球中継の延長で休止となった場合は土曜日に放送されるラジオ第2放送での再放送が本放送となる（国際放送は休止。振り替えでの放送もなし）。2011年4月からFM放送に移動した（1972年10月12日 - 2011年3月24日、木曜 11:00 - 11:30）。
- 邦楽鑑賞会（ラジオ第2から移設。1973年 - 1982年）
- 思い出の名人集（1973年4月6日 - 1976年）
- 邦楽ジョッキー（1976年4月6日 - 1985年、NHK-FMへ移設。）
- 思い出の芸と人（1976年4月9日 - 1978年11月10日）
- 演芸広場（1978年11月24日 - ）
- ラジオ名人寄席（1996年4月1日 - 2008年3月20日）
- お楽しみ演芸特選（2008年4月6日 - 2009年3月8日）
- スタパ落語会（2011年10月16日 - 2012年3月4日）

国内ニュース
- 経済市況（1925年 - ）
- 官庁ニュース（官省公示事項）（1928年8月6日 - 1941年2月）
- カレント・トピックス（1932年6月1日 - ）
- 今日のニュース（1937年8月21日 - 1943年）
- 戦局展望（1938年10月9日 - 1939年）
- 事変回顧（1939年 - ）
- 録音レポート（1939年 - ）
- 時局展望（1939年8月 - 1940年3月）
- 経済通信（1941年12月 - ）
- 今日の報道（1943年 - ）
- けふの戦局（1944年 - ）
- 労働ニュース（1946年1月7日 - ）
- 復員だより（1946年1月15日 - 1947年2月）
- 文化ニュース（1946年9月 - 1947年）
- 録音ニュース（1946年5月1日 - 1960年）
- 文化だより（1946年7月1日 - ）
- 尋ね人の時間（1946年7月1日 - 1962年3月31日）[21]
- 配給だより（1947年3月1日 - ）
- 引揚者の時間（1947年7月4日 - ）
- 今週のニュース特集（1949年7月2日 - 1956年11月3日）
- きょうの国会から（ラジオ第2から移設。1956年11月 - 1959年4月4日）
- 国会をみて（1954年 - ）
- リレーニュース 郷土通信（1958年4月12日 - ）
- きょうのニュースから（1959年 - ）
- リレーニュース・郷土の話題（1959年 - ）
- ニュースハイライト（1960年 - ）
- きょうのニュース（1962年 - 1964年）
- 郷土の話題（1963年4月7日 - 2009年）
- 朝のロータリー（1972年4月3日 - 1984年3月31日）
- おはようラジオセンター（1984年4月2日 - 1989年4月2日）
- NHKラジオセンター（早朝）（1989年4月3日 - 1992年4月5日）
  - きょうも元気で（1987年4月6日 - 1992年4月5日）
  - けさもラジオで（1992年4月6日 - 1994年4月3日）
- サンデートピックス（1987年 - 1997年3月30日）
- おはようラジオセンター（1994年4月4日 - 1997年3月31日）
- おはようラジオワイド（1997年4月1日 - 1999年3月）
- ラジオあさいちばん（1999年4月1日 - 2015年3月29日）
- NHKマイあさラジオ（2015年3月30日 - 2019年3月31日）
- 私も一言!夕方ニュース → 先読み!夕方ニュース（2008年3月31日 - 2018年3月30日）

国際ニュース
- 国際連合だより（1950年11月12日 - ）
- 国連だより（1951年 - 1954年4月4日）
- 海外の話題（1951年5月7日 - ）
- NHK特派員海外報告（1956年4月7日 - ）
- 海外ニュースから（1956年 - ）
- 海外トピックス（1959年 - ）
- 海外特派員報告（1959年 - ）
- 特派員報告（1966年 - ）

スポーツニュース
- スポーツショウ（1946年 - 1949年、ラジオ第2へ移設。）
- スポーツダイジェスト（1950年 - 1951年、ラジオ第2へ移設。）
- ラジオスポーツステーション（1991年4月6日 - 1994年10月1日）

時事・報道
- 時事問題解説（1928年 - ）
- 国際講座（1930年 - ）
- 時事解説（1931年10月4日 - ）
- 時事講座（1931年10月17日 - ）
- 満蒙事情特別講座（1931年12月15日 - 12月17日）
- 中部支那事情特別講座（1932年2月9日 - ）
- 満州事変一周年記念講座（1932年 - ）
- 国民朝礼の時間（1937年 - 1941年）
- 特別講演の時間（1937年10月 - 1941年）
- 週間を顧みて（1938年4月3日 - ）
- ラヂオ時局読本（1938年7月18日 - ）
- 時局談話（1939年7月6日 - 1941年12月8日）
- 政府の時間（1941年2月12日 - ）
- 軍事発表（1941年2月 - ）
- 国民に告ぐ（1941年12月9日 - ）
- 国民の誓（1941年12月9日 - ）
- 我等の決意（1941年12月9日 - ）
- 戦時国民読本（1941年 - ）
- 勝利の記録（1941年12月14日 - 1943年10月31日）
- 週間戦況（1941年12月14日 - 1942年）
- 陸軍の時間（1942年4月1日 - ）
- 海軍の時間（1942年4月1日 - ）
- 週間戦局（1942年4月 - ）
- 前線銃後を結ぶ（1942年8月25日 - ）
- 大東亜に呼ぶ（1942年11月1日 - 1943年10月31日）
- 前線へ送る夕（1943年1月7日 - 1945年）
- 私たちのことば（1945年9月17日 - 、平日早朝に放送されていた、聴取者の投稿を読み上げる番組）
- 官公署の時間（1945年5月21日 - 1946年1月14日）
- 建設の声（1945年9月19日 - ）
- 出獄者にきく（1945年10月22日 - 11月5日）
- 座談会（1945年11月21日 - ）
- 眞相はかうだ（1945年12月9日 - 1946年1月）
- 戦争裁判報告（1945年12月17日 - 1948年4月16日）
- 真相箱（1946年4月 - ）
- 放送討論会（1946年4月20日 - 1963年3月31日）
- 今週の議会から（1946年6月 - 1947年）
- 世界の動き（1946年 - ）
- 議会報告（1946年7月1日 - ）
- 質問箱（1946年 - ）
- 新聞論調（1946年 - ）
- 国会討論会（1947年9月 - 1992年）
- 自由人の声（1947年 - ）
- 時の動き（1947年 - ）
- インフォメーションアワー（1948年1月5日 - ）
- アメリカ便り（1948年2月14日 - 1952年11月11日）
- ニュース解説（1948年11月 - 1992年）
- 今日の歩み（1949年10月30日 - 1950年8月27日）
- 新しい道（1949年11月12日 - 1953年4月4日）
- ラジオ座談会（1949年 - ）
- 明るい生活（ラジオ第2から移設。1950年11月 - ）
- 世界の危機（1950年8月3日 - 1951年12月27日）
- きょうの問題（1951年11月5日 - 1971年）
- 週間新聞論調（1951年 - ）
- 日本のあゆみ（1952年 - ）
- 国会だより（1952年11月22日 - ）
- 今日の世界（1952年11月23日 - ）
- 新聞をよんで（1953年4月12日 - ）
- 閣僚にきく（1953年 - ）
- けさの話題（1953年 - ）
- 世界をつなぐ（1954年 - ）
- 私の主張（1955年 - ）
- 世界の窓（1958年 - ）
- 社会番組（1959年 - ）
- ラジオ社会欄（1959年4月6日 - ）
- 政治と政策（1960年 - 1964年）
- 日曜特集（1960年 - ）
- 日曜解説（1960年 - ）
- 時の人時の話題（1962年4月2日 - 1963年3月）
- 午後の解説（1962年4月 - ）
- 週間論調（1962年4月 - ）
- きょうのハイライト（1962年 - ）
- 時の話題（1964年4月6日 - ）
- 政治の動き（1964年4月9日 - 1966年3月31日）
- 報道特集（1964年4月12日 - 1970年4月5日）
- 日曜記者席（1965年4月11日 - ）
- ニュース特集（1966年4月4日 - 1976年4月3日）
- 日曜ダイジェスト（1971年4月11日 - 1974年3月31日）
- ニュースリポート（1976年4月5日 - 1978年11月22日）
- ラジオジャーナル（1978年11月24日 - 1982年3月）
- ふるさとリポート（1984年4月8日 - 1985年3月24日）
- 討論（1992年2月2日 - 1994年4月3日）
- NHKラジオ夕刊（1992年4月6日 - 2008年3月28日）
- なっとく防災広場（2013年4月7日 - 2015年3月29日、再放送は土曜ラジオあさいちばんの中で5:45頃～5:50頃に放送されていた）
- 週刊どこでも安心ラジオ（2015年4月4日 - 2018年4月7日）
- 日曜コラム ～日本を読む、世界を読む（これまで土曜・日曜のNHKマイあさラジオ5時台後半でお送りしてきた5分間のコラムを2017年度から2018年度まで独立番組として、日曜の7:45 - 7:55に放送）◇
- ジャーナルクロス（NHKジャーナルのスピンオフ番組、2022年4月29日 - 2023年3月24日、毎月第4金曜）

ドキュメンタリー
- 街頭にて（1945年9月29日 - ）
- 街頭録音（1946年12月10日 - 1958年4月1日）[22]
- 世相録音（1947年5月3日 - ）
- 社会探訪（1947年7月4日 - 1951年12月27日、1952年11月16日 - ）
- 日本のどこかで（1960年 - ）
- 現代に生きる（1964年4月9日 - ）
- ここに生きる（1967年4月3日 - 1974年3月31日）
- ラジオアングル（1990年4月7日 - 1995年3月18日）
- 土曜ジャーナル（1995年4月1日 - 2008年3月22日）

スポーツ番組
- オリンピックアワー（1963年5月26日 - 1964年）
- スポーツアワー（1964年11月1日 - 1978年3月31日）
- スポーツトピックス（1978年4月9日 - 1987年）
- 渋谷スポーツカフェ（2011年3月29日 - 2012年3月27日）
- 増田明美のキキスギ?（2018年10月5日 - 2021年3月26日）

歴史
- 国史講座（1939年 - ）
- 世界史講座（1941年1月7日 - ）
- 架空実況放送（1957年3月21日 - 1983年8月）
- 歴史のふるさと（1965年4月6日 - 1968年）
- 歴史と人間（1976年4月5日 - 1978年11月11日）
- 人物春秋（1978年11月27日 - 1982年、ラジオ第2へ移設。）

福祉
- 社会福祉の手引（1952年11月 - ）
- 社会福祉の時間（1954年11月8日 - 1956年）
- 明るい社会（1956年 - ）
- あすを明るく（1961年4月3日 - ）
- 老後をたのしく（ラジオ第2から移設。1973年 - 1984年3月25日）

産業
- 日用品物価（1925年5月24日 - 1941年）
- 経済講座（1927年 - ）
- 職業紹介の時間（1929年10月21日 - 1941年）
- 産業ニュース（1930年3月2日 - ）
- 社会見学（1933年 - ）
- 農家の時間（1935年5月 - ）
- 産業戦士の方へ（1943年11月1日 - ）
- 地方増産だより（1944年4月15日 - 12月19日）
- 農家へ送る夕（1945年10月25日 - 1947年12月29日）
- 農事ニュース（1945年12月1日 - ）
- 経営者の時間（1946年5月2日 - ）
- 勤労者の時間（1946年5月7日 - ）
- 炭坑へ送る夕（1946年8月22日 - ）
- 漁村へ送る夕（1946年9月16日 - ）
- 漁業の時間（1946年10月 - ）
- 明日の食糧（1947年12月8日 - 1950年12月11日）
- 早起き鳥（1948年4月1日 - 1987年4月5日）（深夜放送開始前にの5:05 - 5:55まで放送されていた、一日の放送開始となる5時の定時ニュースに続く番組。主に農家向けの編成であった）
- 農家のいこい（1949年7月5日 - 1952年11月）
- 若い農民（1950年5月14日 - 1951年、ラジオ第2へ移設。）
- 明るい農村（1952年11月17日 - ）
- 財界往来（1953年11月1日 - 1954年）
- ラジオ公民館（1953年11月 - ）
- 経済の動き（1954年4月17日 - ）
- 農業広報版（1954年 - ）
- 経済談話室（1954年 - ）
- 農村の歩み（1954年11月 - ）
- 経済時評（1955年 - ）
- 国のふところ、家のふところ（1957年 - ）
- 農家の皆さんへ（1957年 - 1960年）
- 村の広場（1959年4月6日 - 1962年）
- もうすぐおひる（1962年4月2日 - 1963年）
- 経済散歩（1962年4月6日 - ）
- 話の広場（1963年4月6日 - 1973年4月1日）
- ビジネス情報（1982年4月5日 - 1984年3月12日）

教養
- 講演（1925年3月23日 - ）
- 宗教講座（1925年5月24日 - ）
- 修養講座（1925年 - ）
- 芸術講座（1925年 - ）
- 聖典講義（1934年3月1日 - 11935年）
- ラヂオ随筆（1936年 - ）
- ラヂオ夜話（1939年 - ）
- 神社めぐり（1939年 - ）
- 日本文化講座（1939年 - ）
- 常会の時間（1941年7月1日 - ）
- スクリーンからステージから（1945年 - 1946年）
- 読書案内（1946年1月15日 - ）
- 神道の時間（1946年1月20日 - 1951年）
- 仏教の時間（1946年1月20日 - 1951年）
- キリスト教の時間（1946年1月20日 - 1951年）
- 民主主義講座（1946年3月5日 - ）
- ラジオ民衆学校（1946年10月26日 -  1952年6月14日）
- 私たちの憲法（1946年11月 - 1947年5月）
- お休み番組（1946年12月 - 1952年）
- 今日の話題（1947年7月 - 1949年）
- ことばの研究室（1947年10月3日 - ）
- 日曜随想（1947年 - ）
- ラジオインタビュー（1948年7月 - ）
- 私の本棚（1949年1月4日 - 2008年3月17日）
- 朝の訪問（1949年4月4日 - ）
- 芸談（1952年1月 - 1953年）
- お休みの前に（1952年 - ）
- ラジオ・アンケート（1952年 - ）
- おかめ八目（1953年1月5日 - 1956年10月26日）
- きょうの広報版（1953年 - ）
- 人生読本（1953年4月13日 - 1997年3月31日、朝5時台に放送されていた）
- 芸界夜話（1954年4月 - 10月）
- 芸術よもやま話（1954年11月 - 1955年10月）
- 今日は皆さん（1955年4月 - ）
- スター訪問（1955年11月 - ）
- 妻をめとらば（1956年 - ）
- ラジオ歳時記（1956年 - ）
- 男の一生女の一生（1957年 - ）
- 人さまざま（1958年 - ）
- 芸と人（1963年4月5日 - ）
- 時の人（1964年4月7日 - 1972年3月31日）
- 日曜訪問（1964年4月12日 - 1965年4月4日）
- 一人一話（1965年4月5日 - 1966年3月28日）
- 名人にきく（1966年4月5日 - ）
- この人にきく（1968年4月4日 - 1976年3月16日）
- 私の読書案内（1969年4月 - 1976年4月4日）
- 私の歩んだ道（1976年4月11日 - 1978年3月12日）
- ことばの十字路（1978年11月24日 - 1984年3月17日）
- ひざをまじえて（1978年11月28日 - 1981年3月10日）
- おやじと私（1978年11月29日 - 1980年3月12日）
- 三人一話（1978年11月30日 - 1982年3月11日）
- あの時わたしは（1980年4月9日 - 1982年3月9日）
- 一冊の本（1981年4月8日 - 1983年、ラジオ第2に移設。）
- 文化時評（1982年4月7日 - 1984年3月12日）
- わたしの海外日記（1982年4月8日 - 1984年3月15日）
- さわやか広場（1984年4月8日 - 1987年4月5日)
- 吉川英治名作選（1990年4月2日 - ）
- ラジオ文芸館（1995年4月22日 - 2018年3月24日）
- ことばのメモ帳（1996年4月7日 - 1997年3月30日）
- 日曜ラジオマガジン（1996年4月7日 - 2006年4月2日）
- フレッシュトーク（1997年4月1日 - 2000年3月23日）
- のこしたいふるさとのことば（2000年3月27日 - 2002年3月29日、ラジオ第2へ移設。）
- 土曜の夜はケータイ短歌（2005年4月2日 - 2008年3月29日）
- 夜はぷちぷちケータイ短歌（2008年4月6日 - 2012年4月1日 2009年度から最終回までは渋マガZの8時台で放送されていた）
- つぶや句575＜松山放送局＞（2011年3月30日 - 2018年3月21日）

自然
- 郷土の花（1954年 - ）
- 自然とともに（1956年11月10日 - 1984年4月1日）
- 私の自然（1984年4月8日 - 1995年4月2日、かつて日曜日朝6:40から放送されていた）

科学情報
- 通俗科学講座（1925年 - ）
- 科学講座（1925年 - ）
- 最新自然科学講座（1931年3月23日 - 4月12日）
- 今週の科学（1958年 - ）
- 科学千一夜（1960年4月6日 - 1978年11月9日）
- 科学の話題（1962年 - ）
- 科学風土記（1963年 - ）
- サイエンスウィークリー（1982年4月6日 - 1984年3月13日）
- みんなで科学ラボラジオ（2012年4月30日 - 2013年5月26日）

生活科学
- 衛生メモ（1934年10月16日 - ）
- 厚生の時間（1941年 - ）
- 療養所の時間（1944年1月17日 - ）
- 衛生の時間（1946年1月 - ）
- 皆さんの健康（1947年7月14日 - ）
- 科学クラブ（1957年11月4日 - ）
- 健康百話（1965年4月9日 - 1978年11月22日）
- 健康百科（1978年11月24日 - 1982年3月26日）
- 健康談話室（1982年4月10日 - 1984年3月17日）

紀行（国内）
- 天然記念物めぐり（1937年7月27日 - 8月31日）
- 府県めぐり（1939年7月10日 - 1940年8月20日）
- 新風土記（1953年 - ）
- ふるさとの心（1968年4月9日 - 1978年11月8日）
- 新日本百景（1978年11月24日 - 1982年3月12日）
- わがふるさと（1982年4月11日 - 1984年4月1日）
- ここはふるさと 旅するラジオ → 旅ラジ!（2005年4月5日 - 2019年3月22日）
- ふるさとラジオ（2008年3月31日 - 2013年3月21日）
- もぎたて!北海道＜札幌放送局ほか北海道内各局＞（2008年4月1日 - 2014年3月5日）

紀行（海外）
- 世界みたまま（1967年4月6日 - 1970年4月4日）

幼児・こども
- 子供の時間（1925年7月12日 - 1945年8月）[23][24]
  - 三太物語（1950年4月30日 - 1951年10月28日）[25]
- 少国民の時間（1941年4月1日 - 1945年12月31日）
- 仲よしクラブ（1946年1月1日 - 1947年12月31日）
- こどものための話（1946年 - ）
- 子供の音楽（1946年 - ）
- うたのおばさん（1949年8月1日 - 1964年4月4日）
- うたのほん（1949年 - ）
- お茶のひととき（1956年 - ）
- みんな仲よし世界のこども（1957年4月7日 - ）
- けさも元気で（1957年 - ）
- 今日も明るく（1958年 - ）
- 日本のこどもたち（1959年 - ）
- NHKこども列車（1960年 - ）
- うたのおじさん（1960年4月25日 - ）
- 日曜こどもホール（1961年 - ）
- なかよしホール（1963年4月6日 - 1966年4月2日）
- こども会議（1964年4月12日 - 1972年3月26日）
- こどもと家庭の夕べ（1966年4月4日 - ）
- おとおばけのぼうけん（2011年12月19日 - 2015年11月23日、主に夏休みと冬休み期間中に放送されていた。）
- きこえタマゴ!（2017年4月3日 - 2019年3月30日）

若者
- 青年の時間（1938年9月6日 - 1941年）
- ラヂオ青年常会（1940年11月22日 - 1941年）
- 戦時青年常会（1941年 - ）
- 明るい広場（1963年 - ）
- 若いこだま（1970年4月6日 - 1978年11月17日、FM「サウンドストリート」の前身番組）
- なかよし音楽クラブ（1972年4月9日 - ）
- なかよしジョッキー（1973年4月8日 - 1976年3月21日）
- ラジオ公園通り（1993年4月11日 - 1995年4月2日）
- 週刊情報サラダ（1995年4月16日 - 1996年3月31日）
- きらり10代!（2004年4月3日 - 2009年3月29日）
- 渋マガZ（2009年4月5日 - 2012年4月1日）
- カケダセ!（2011年4月2日 - 2012年3月17日）
- wktkラヂオ学園（2012年4月7日 - 2015年3月29日）
  - きょうのwktkラヂオ学園（wktkラヂオ学園放送直前番組。2012年4月7日 - 2013年3月31日）
- ロッチのだめだめラジオ・天使のお言葉（2012年4月8日 - 2015年3月14日 2012年度はwktkラヂオ学園サンデーの11時台で放送されていた）
- 怒髪天 増子直純兄ィのロックな労働相談室（2012年4月29日 - 2014年3月29日 2012年度はwktkラヂオ学園サンデー毎月最終週の11時台で放送されていた）
- 怒髪天・増子直純の月刊★ロック判定（2014年4月26日 - 2015年3月28日）
- ラジオ保健室（2022年4月15日 - 2023年3月10日、毎月第2金曜）

学校放送・高校講座
育児・教育
- PTAの時間（1948年 - ）
- 母と子の窓（1963年4月 - 1964年3月、9:05 - 9:59）
- 青少年を考える（1966年4月6日 - 1976年3月15日）
- 親子談話室（1976年4月5日 - 1978年11月14日）
- 現代教育事情（1982年4月9日 -  1984年3月16日）

趣味
- 文芸講座（1925年7月14日 - ）
- 趣味講座（1925年7月 - ）
- 希望講座（1931年 - ）
- 生活改善講座（1936年4月1日 - 1937年9月16日）
- ラヂオ随筆（1936年 - 1937年）
- 季節の話題「家庭園芸の時間」（1938年 - 1941年）
- 家庭菜園（1948年 - ）
- 季節の家庭仕事（1950年 - ）
- 女性教室（1953年 - 1965年）
- 料理クラブ（1953年4月13日 - 1954年）
- 渋谷アニメランド（レギュラー放送：2010年3月30日 - 2013年3月24日、特番：2007年11月3日 - 2010年3月21日、2013年8月16日・2014年1月2日）
- オトナの補習授業（2010年5月4日 - 2013年2月12日）
- パワーボイスA→あにげっちゅ（2017年4月9日 - 2022年3月13日）
- アナウンサーのディープな夜（2017年4月24日 - 2018年3月26日）

生活情報
- 栄養料理献立（1925年5月24日 - ）
- 家庭講座（1925年5月27日 - ）
- 婦人講座（大阪局制作、1925年6月17日 - ）
- 家庭大学講座（1927年5月3日 - 1934年7月25日）
- 家庭メモ（1933年9月11日 - ）
- 週間女性展望（1934年 - ）
- 母の時間（1934年 - ）
- 婦人の時間（1934年 - 、1945年10月 - 1963年）
- 何月の婦人界（1935年 - ）
- 家庭の時間（1939年 - 1941年）
- 日本女性文化講座（1939年 - ）
- 戦時家庭の時間（1941年12月9日 - ）
- 新しい生活の建設（1941年 - ）
- 隣組園芸（1941年 - ）
- 戦時女子青年常会（1942年5月 - ）
- 戦時生活相談（1942年6月6日 - ）
- お早う番組（1946年7月 - ）
- 主婦日記（1947年7月14日 - ）
- 家庭の話題（1947年 - ）
- ラジオ告知板（1947年 - ）
- メロディーにのせて（1948年9月13日 - 、1962年4月2日 - 1963年）
- 若い女性（1950年3月18日 - ）
- 明るい茶の間（1951年4月2日 - 1960年4月2日）
- 職場のいこい（1951年 - ）
- 家庭グラフ（1951年 - ）
- 朝のひととき（1954年 - ）
- NHK美容体操（1954年4月16日 - 1964年4月4日）
- わが家のリズム（1954年 - ）
- 新・家庭読本（1955年4月4日 - ）
- ラジオ家庭欄（1956年4月2日 - ）
- NHK婦人学級（1959年1月 - 1971年）
- きょうも元気で（1959年4月6日 - 1960年、7:15 - 8:00）
- 家庭のひととき（1959年 - ）
- 主婦の時間（1959年4月6日 - ）
- きょうの終りに（1960年 - ）
- お仕事のあいまに（1960年9月 - ）
- おはよう奥さん（1961年 - ）
- 朝のおくりもの（1961年10月2日 - ）
- こんにちは東京です（1961年 - ）
- 家庭の皆さん（1962年4月2日 - 、13:05 - ）
- 茶の間のひととき（1963年4月 - 1964年3月、11:05 - 11:05）
- 午後の茶の間（1963年4月 - 1964年、13:05 - 14:59）
- 生活メモ（1963年4月1日 - 1964年）
- みんなの茶の間（1964年4月6日  - 1978年11月22日）
- 午後の散歩道（1964年4月6日 - 1966年3月25日、14:05 - 14:59）
- あなたとお茶を（1964年4月6日 - 1966年3月）
- くらしのリズム（1965年4月5日 - 1966年3月）
- 午後のロータリー（1966年4月4日 - 1984年3月31日）
- おはようジョッキー（1978年4月4日 - 1982年4月3日）
- くらしのカレンダー（1978年11月24日 - 1984年3月30日）
- ふれあいラジオセンター（1984年4月2日 - 1989年4月2日）
- こんにちはラジオセンター（1984年4月2日 - 1989年3月）
- こんばんはラジオセンター（1984年4月2日 - 1989年3月）
- NHKラジオセンター（午前）（1989年4月3日 - 1999年3月）
  - 関西発ふれあいラジオ
- NHKラジオセンター（午後）（1989年4月3日 - 1999年3月）
- ふれあいラジオパーティ（1989年4月3日 - 2008年3月25日）
- 土曜サロン～広瀬久美子のラジオワイド（1993年4月10日 - 2000年3月18日）
- アラウンド日本（1994年4月4日 - 1995年3月21日）
- ラジオいきいき倶楽部（1999年4月1日 - 2003年3月28日）
- ラジオほっとタイム（1999年4月1日 - 2008年3月28日）
- 土曜ほっとタイム（2000年4月8日 - 2004年3月13日）
- きょうも元気でわくわくラジオ（2003年4月1日 - 2008年3月19日）
- かんさい土曜ほっとタイム<大阪放送局>（2004年4月3日 - 2019年3月16日）
- どよう楽市（2007年4月7日 - 2011年3月19日）
- ラジオビタミン（2008年3月31日 - 2012年3月19日）
- つながるラジオ（2008年3月31日 - 2013年3月21日）
- 世の中面白研究所（2008年3月31日 - 2015年3月23日）
- すっぴん!（2012年4月2日 - 2020年3月13日）
- 午後のまりやーじゅ（2013年4月1日 - 2016年3月17日）
- ごごラジ!（2016年4月4日 - 2020年3月19日）
- らじるラボ（2020年3月30日 - 2023年3月17日）
- ごごカフェ（2020年4月6日 - 2024年3月15日）

語学
広報
- 今週のNHK（1949年 - ）
- 私のダイヤル（1964年4月6日 - ）
- NHKガイド（1976年4月5日 - 2019年3月17日）
- らじるの男（2017年1月1日 - 2019年3月22日）

その他
- ゆく年くる年（1927/1928年 - 2017/2018年、2018/2019年からはラジオ深夜便が年越し放送をする。）
- ラジオ小咄（1950年）
- 私の見たこと聞いたこと（1950年6月14日 - 1956年3月27日）
- ラジオ喫煙室（1950年11月11日 - 1965年4月2日）
- 話題を結ぶ（1964年4月6日 - 、13:05 - 13:59）
- 月刊ラジオ語録（1994年10月30日 - 1997年3月30日）
- 鎌田實いのちの対話（2003年9月15日 - 2012年3月20日）
- ムーンライトシャワー（2008年5月6日 - 2018年3月28日）
- とっておきテレビ（2012年4月29日 - 2018年3月17日）
- LiLi&GoのReady go♪（2012年7月16日 - 2014年2月11日までの祝日朝8:05 - 9:55に放送されていた）
- 小山薫堂の“温故知新堂”（2015年5月26日 - 2016年3月29日 2016年4月29日の放送から特別番組として放送予定)
- もういちど!ラジオ（2017年4月8日 - 2019年3月2日）
- らじるの時間（2019年4月1日 - 2024年3月31日）
- 発掘!ラジオアーカイブス（2019年4月27日 - 2023年2月26日）
- キクコトノミライ（2022年4月22日 - 2023年3月17日、毎月第3金曜）

### 特別番組
- 思い出のメロディー◇（2019年まで主に毎年8月第2土曜 19:30 - 22:00、総合テレビと同時生放送）
- ラジオいきいきラリー（1989年11月3日 - 11月5日）
- 年忘れ!夢の紅白歌合戦（2008年 - 2017年までの毎年、紅白歌合戦直前にあたる12月下旬の夜間時間帯に放送されていた。）
- お天気ヒットパレード（2011年5月4日 - 2018年1月1日、主に午前の時間帯に放送）
- 残間里江子のわがままホリデー（2014年4月29日 - 2018年2月12日、主に8:05 - 9:55）
- 大友良英の音楽とコトバ～STRANGE TO MEET YOU!～（主に10:05 - 11:50）
- 欽ちゃんの3世代ラジオ（主に午前の時間帯に放送）
- ラジオなぞかけ問答 こころ寿司（主に日中時間帯または夕方に放送）
- しゃべくり一直線（主に日中時間帯または夕方に放送）
- なぎら健壱のフォーク大集会（主に日中時間帯または夜間時間帯に放送）
- オンナnoミカタ（主に日中時間帯または夕方に放送）
- 音楽ドラマ ロックレジェンド降臨（主に19:20 - 19:55）
- ライブハウス・R-1+（プラス）（音楽ライブ番組 主に20時台 - 21時台に放送）
- ラジオコメディー シワ・ハウス（主に22:10 - 23:00）[注 18]
- アートドラマ「美女と巨匠」（主に祝日夕方または夜間時間帯に放送）[注 19]
- ジセダイの逸材（討論番組 主に不定期夜間時間帯に放送）
- びわ湖毎日マラソン＜大阪放送局＞（毎年3月第1日曜日 12:15 - 総合テレビと同時生中継）
- 2番目スゴイぜ